# Osvaldo Fattori
Pour les articles homonymes, voir Fattori.
Osvaldo Fattori (né le 22 juin 1922 à San Michele Extra, un quartier de Vérone, en Vénétie et mort le 27 décembre 2017) est un joueur de football italien.

## Biographie
Osvaldo Fattori fut l'une des figures majeures du marché des transferts en Italie après la Seconde Guerre mondiale.
Natif de San Michele Extra, quartier de Vérone, il fait ses débuts dans l'équipe locale de son quartier, l'Audace San Michele, club de Mariolino Corso. 
Fattori part ensuite au Vicenza, marquant son début en Serie A en tant que milieu défensif. Lors de la saison 1946-47, il part pour l'UC Sampdoria qui l'achète (avec Bassetto) pour une somme record de 10 millions de lires (en 1942-43, Valentino Mazzola est acquis avant la guerre par le Torino pour un million). 
Il rejoint l'Inter Milan à l'été 1947 après seulement 12 mois à la Sampdoria. Il y reste sept saisons, et gagne deux championnats, en 1953 et 1954.
À son décès, il était le plus vieux joueur de la coupe du monde de 1950 encore en vie.